# بی تو بسر نمی‌شود (آلبوم محمدرضا شجریان)
بی تو بسر نمی‌شود عنوان یک آلبوم موسیقی به آهنگسازی حسین علیزاده و با صدای محمدرضا شجریان و همایون شجریان است که در سال ۱۳۸۱ منتشر شد.
این آلبوم در دستگاه نوا و آواز بیات کرد است و اشعار آن آلبوم از سروده‌های مولانا، باباطاهر، حافظ و عطار است.
همچنین این آلبوم نامزد جایزه گرمی شده است.

## شرح

### هنرمندان
- حسین علیزاده: تار و آهنگساز
- محمدرضا شجریان: آواز
- کیهان کلهر: کمانچه
- همایون شجریان: هم‌خوان و تنبک

### قطعات
- مقدمه نوا
- ساز و آواز «بی همگان به سر شود» (شعر مولانا)
- ساز و آواز نهفت
- قطعه «مُطرب دل» (از اشعار مولانا)
- قطعه ضربی نوا
- قطعه چهارمضراب نوا
- ساز و آواز «ره میخانه» (از اشعار عطار) در آواز بیات کرد
- تصنیف «غم با طبیبان» (غزل حافظ) در آواز بیات کرد
- تصنیف «دل دیوانه» (شعر بابا طاهر) در آواز بیات کرد
- مثنوی نوا: «چون تو جانان منی» (از اشعار عطار) در دستگاه نوا
- تصنیف «بی تو بسر نمی‌شود» (شعر مولانا) در دستگاه نوا